# R. Premadasa Stadium
Das R. Premadasa Stadium ist ein Cricketstadion in Maligawatta, Colombo, Sri Lanka. Es wurde im Jahr 1986 eingeweiht und hat heute eine Kapazität von 35.000 Zuschauern. Es wurde 1994 nach dem ermordeten Präsidenten des Landes, Ranasinghe Premadasa, benannt.

## Nutzung

### One-Day Cricket
Das erste Internationale Match fand in diesem Stadion 1986 zwischen Pakistan und Sri Lanka ausgetragen und seitdem regelmäßig für solche verwendet. So fanden hier zwei Vorrundenspiele des Cricket World Cup 1996 und sechs Vorrunden, beide Halbfinale und das Finale der ICC Champions Trophy 2002 statt. Nach einer Renovierung mit einer Erhöhung der Zuschauerkapazität von 14.000 auf 35.000 wurden fünf Vorrundenspiele, ein Viertel- und ein Halbfinale des Cricket World Cup 2011 in diesem Stadion ausgetragen.

### Test Cricket
Das Stadion dient ebenso als Austragungsort für Heimspiele von Test Matches der sri-lankischen Cricket-Nationalmannschaft. Das erste Mal war dieses 1992 gegen Australien der Fall.

### Twenty20
Beim ICC World Twenty20 2012 wurden jeweils sechs Spiele der Vor- und Zwischenrunde sowie beide Halbfinale und das Finale ausgetragen. Bei der parallelen ICC Women’s World Twenty20 2012 wurden beide Halbfinale und das Finale ausgetragen.